# Ion Cosma (Politiker)
Ion Cosma (Alternativname: Ioan Cozma; * 16. Dezember 1923 in Nazna, Sâncraiu de Mureș, Kreis Mureș) ist ein ehemaliger rumänischer Politiker der Rumänischen Kommunistischen Partei PCR (Partidul Comunist Român) und Diplomat, der unter anderem von 1956 bis 1957 Eisenbahnminister (Ministrul căilor ferate), von 1957 bis 1961 Minister für Land- und Forstwirtschaft (Ministrul agriculturii și silviculturii) beziehungsweise von 1961 bis 1962 Landwirtschaftsminister (Ministrul agriculturii) war. Er bekleidete von 1962 bis 1968 den Posten als Bürgermeister von Bukarest und war daraufhin von 1970 bis 1978 Tourismusminister (Ministrul turismului). Er fungierte danach von 1978 bis 1984 als Botschafter in der Volksrepublik Polen sowie zuletzt von 1985 bis 1987 als Botschafter in Ägypten.

## Leben

### Eisenbahnarbeiter, Parteifunktionär und Abgeordneter
Ion Cosma besuchte von 1935 bis 1939 das Handelsgymnasium (Gimnaziul Industrial) in Târgu Mureș und im Anschluss von 1939 bis 1940 die Berufssonderschule der staatlichen Eisenbahngesellschaft CFR (Căile Ferate Române). Danach war er von 1940 bis 1945 Arbeiter in der CFR-Werkstatt in Simeria und nach seinem Eintritt in die damalige Kommunistische Partei Rumäniens PCdR (Partidul Comunist din Romania) von Januar bis April 1945 Jugendvertreter in dieser CFR-Werkstatt. Nachdem er von April 1945 bis März 1946 Arbeiter in der CFR-Werkstatt in Târgu Mureș gewesen war, besuchte er von März bis April 1946 einen einmonatigen Lehrgang an der Parteischule der PCdR. Im April 1946 wurde er Sekretär des PCdR-Stadtkomitees in Toplița und anschließend bis Mai 1947 Sekretär des PCdR-Stadtkomitees in Reghin. Er war von Mai 1947 bis November 1948 als Instrukteur des Parteikomitees im Kreis Mureș tätig. 1948 wurde er für die nunmehrige Rumänische Arbeiterpartei PMR (Partidul Muncitoresc Român) Mitglied der Großen Nationalversammlung (Marea Adunare Națională) und gehörte dieser als Vertreter des Wahlkreises Mureș bis 1952 an. Zugleich besuchte er von November 1948 bis 1949 einen Lehrgang an der Parteihochschule „Ștefan Gheorghiu“, woraufhin er von 1949 bis September 1950 Sekretär des Parteikomitees im Kreis Mureș war. Er war im Anschluss von September 1950 bis zum 12. Juni 1951 zunächst Landwirtschaftssekretär sowie daraufhin vom 12. Juni bis September 1951 Erster Sekretär des PMR-Komitees der Region Bihor.
Nachdem Cosma von September 1951 bis Juli 1954 ein Studium an der Parteihochschule der KPdSU „Wladimir Iljitsch Lenin“ in Moskau absolviert hatte, fungierte er vom 13. August 1954 bis am 28. Dezember 1955 als Erster Sekretär des Parteikomitees der Region Cluj. Er wurde auf dem Siebten Parteitag der PMR (23. bis 28. Dezember 1955) erstmals zum Mitglied des Zentralkomitees (ZK) der PMR gewählt und gehörte diesem Gremium nach seinen Wiederwahlen auf den darauf folgenden Parteitagen bis zum Dreizehnten Parteitag der PCR (19. bis 22. November 1984) fast 29 Jahre lang an. Er war zugleich vom 28. Dezember 1955 bis am 21. August 1956 Mitglied des Sekretariats des ZK der PMR und als solcher verantwortliches Mitglied für die ZK-Abteilungen Schwerindustrie, Transport und Telekommunikation sowie für die Politische Abteilung der CFR-Generaldirektion. Daneben war er bis zum 4. April 1956 Mitglied des Militärrates der 3. Militärregion.

### Minister, Bürgermeister von Bukarest und Botschafter
Ion Cosma, der auch ein Studium an der Fakultät für Allgemeine Wirtschaftswissenschaften der Wirtschaftsakademie Bukarest absolviert hatte, übernahm am 24. September 1956 im Kabinett Stoica I von Ionel Diaconescu das Amt als Eisenbahnminister (Ministrul căilor ferate) und hatte dieses bis zum 28. März 1957 inne. Im darauf folgenden Kabinett Stoica II bekleidete er vom 28. März 1957 bis am 20. März 1961 das Amt des Ministers für Land- und Forstwirtschaft (Ministrul agriculturii și silviculturii). Er war von 1957 bis 1975 erneut Mitglied der Großen Nationalversammlung und vertrat in dieser zunächst von 1957 bis 1965 den Wahlkreis Toplița, danach von 1965 bis 1969 die Bukarester Wahlkreise Nr. 32 Cotroceni beziehungsweise von 1969 bis 1975 Nr. 23 Dâmbovița. Am 20. März 1961 übernahm er im Kabinett Maurer I das Amt als Landwirtschaftsminister (Ministrul agriculturii) und behielt dieses bis zum 30. April 1962, woraufhin Dumitru Diaconescu ihn ablöste.
Cosma wiederum löste Dumitru Diaconescu im April 1962 als Vorsitzender des Exekutivkomitees des Volksrates von Bukarest ab und war damit bis zu seiner Ablösung durch Dumitru Popa im Februar 1968 Bürgermeister von Bukarest. Er wurde zudem am 6. Januar 1965 Mitglied der Zentralen Wahlkommission (Comisia Electorală Centrală) und war vom 19. März 1965 bis am 18. März 1971 Mitglied des Staatsrates (Consiliul de Stat). 1966 wurde er Mitglied des Büros des Bukarester Parteikomitees und fungierte von Februar bis Dezember 1968 als Vize-Vorsitzender des Exekutivkomitees des Volksrates von Bukarest, wodurch er nunmehr stellvertretender Bürgermeister der Hauptstadt war.
Am 25. Dezember 1970 kehrte Ion Cosma in die Regierung zurück und übernahm im Kabinett Maurer V das neu geschaffene Amt als Tourismusminister (Ministrul turismului), welches er auch im Kabinett Mănescu I (27. Februar 1974 bis 18. März 1975) sowie bis zu seiner Ablösung durch Nicolae Doicaru am 1. März 1978 auch im Kabinett Mănescu II innehatte. Nach seinem Ausscheiden aus der Regierung löste er am 20. Mai 1978 Aurel Duca als außerordentlicher und bevollmächtigter Botschafter in der Volksrepublik Polen ab und verblieb auf diesem diplomatischen Posten bis zum 20. Oktober 1984. Zuletzt war er vom 22. März 1985 bis am 4. Juli 1987 Botschafter in Ägypten.

### Ehrungen und Auszeichnungen
Für seine langjährigen Verdienste wurde Cosma mehrfach ausgezeichnet und erhielt unter anderem 1961 den Orden der Arbeit Dritter Klasse (Ordinul Muncii), 1962 und 1964 den Orden der Arbeit Zweiter Klasse (Ordinul Muncii) und später auch Erster Klasse, 1966 den Orden 23. August Vierter Klasse sowie später auch Dritter Klasse (Ordinul 23. August), 1966 den Orden Tudor Vladimirescu Dritter Klasse (Ordinul Tudor Vladimirescu) sowie 1971 den Orden Tudor Vladimirescu Zweiter Klasse.